# Bârdești, Alba
Bârdești este un sat în comuna Lupșa din județul Alba, Transilvania, România.
 Acest articol despre o localitate din județul Alba este deocamdată un ciot. Puteți ajuta Wikipedia prin completarea lui.